# Kušernik
Kušernik este o localitate din comuna Pesnica, Slovenia, cu o populație de 102 locuitori.